# Roberto Fontaina
Roberto Fontaina D'Oliveira (Montevideo, 3 de enero de 1900 – Ib., 15 de febrero de 1963) fue un diplomático, empresario, letrista y comediógrafo uruguayo, autor de algunos tangos de gran difusión como Garufa, Niño bien y Mama...¡Yo quiero un novio!, entre otros, caracterizados por una visión humorística.

## Ámbito profesional
Formó parte del grupo conocido como la Troupe ateniense, una asociación que se formó en 1922, por mano de un grupo de estudiantes universitarios de derecho, y actuó hasta 1930. Su nombre no se refiere a la Grecia antigua, sino al Club Atenas, un famoso equipo de baloncesto montevideano del que algunos de los integrantes del grupo formaban parte. Los espectáculos de la Troupe ateniense que se solían estrenar en primavera, estaban compuestos de breves escenas cómicas y partes musicales. El carácter de las mismas era abiertamente paródico, ironizando a menudo sobre personas o eventos de moda y adoptando el travestismo (los atenienses eran todos hombres). 
Los atenienses tuvieron mucho éxito en Montevideo e incluso llegaron a actuar triunfalmente en distintas ocasiones en Buenos Aires. Pese al abandono de las escenas a fines de 1930, el grupo se reunió en 1931 y 1932 para organizar un «Salón de Harte Ateniense» con evidente intento caricaturesco de las corrientes artísticas del momento. En ocasión del segundo salón publicaron un volumen de poesía, Aliverti liquida, que se considera uno de los libros verbovisuales más destacados de las vanguardias latinoamericanas.
Escribió obras de revista tanto en Uruguay como en Argentina y produjo gran número de letras de tango, casi siempre impregnadas de un fuerte humor, a veces ácido, algunas de las cuales alcanzaron gran difusión, como Garufa, Niño bien, ambas escritas en colaboración con Víctor Soliño y Mama yo quiero un novio en colaboración con Ramón Collazo. Esta última fue grabada por Alberto Vila el 2 de septiembre de 1928 y por Roberto Díaz el 17 de diciembre del mismo año. Su obra Mi papito, subtitulada «tango íntimo para piano», escrita en colaboración con Soliño y con música de David Estévez Martín, fue cantada por Olinda Bozán y grabada por Alberto Vila, el 17 de febrero de 1928; Andate (No te vayas), que escribió con Rodolfo Sciammarella, —quien también compuso la música—, fue grabada Libertad Lamarque, el 16 de mayo de 1933 y también por otros intérpretes.
En colaboración con Celedonio Flores escribió las letras de los tangos Bigotito y Qué careta y con Soliño la de T.B.C..
Fue creador junto con su hermano Raúl y con Juan Enrique Defeo, del diario oral en Radio Carve. Grupo de jóvenes, quienes en  en los años treinta conformarían la Sociedad Anónima de Radioemisoras del Plata, y adquirirían Radio Carve junto con la Voz del Aire. 
Fue creador junto con su hermano Raúl y con Juan Enrique De Feo, del diario oral en Radio Carve. Grupo de jóvenes, quienes en  en los años treinta conformarían la Sociedad Anónima de Radioemisoras del Plata, y adquirirían Radio Carve junto con la Voz del Aire.
Realizó actividad gremial en su país y presidió la Asociación de Autores del Uruguay durante varios períodos.
Falleció el 15 de febrero de 1963 a los 63 años, en Montevideo.